# نشان ترقی
نشان ترقی (ترکی آذربایجانی: "Tərəqqi" medalı) یکی از جایزه‌های دولتی جمهوری آذربایجان است. این مدال، طبق فرمان شماره ۷۵۸ حیدر علی‌اف، رئیس‌جمهور وقت آذربایجان، مورخ ۶ دسامبر سال ۲۰۰۳، تأسیس شد.

## شرایط اعطاء
نشان ترقی به افراد واجد شرایط زیر اهدا می‌شود:
- شهروندان جمهوری آذربایجان
- خارجیان و غیرشهروندان جمهوری آذربایجان
- افراد بدون تابعیت

این مدال به اشخاص برجسته در پاس خدمات ذیل نیز اعطاء می‌شود:
- مشارکت ویژه در حوزه‌های صنعت و کشاورزی؛
- کشف‌ها و پیشنهادهای نوآورانه حائز اهمیت بالا؛
- مشارکت منحصر به فرد در عرصه‌های علوم، فرهنگ، ادبیات، هنر، آموزش و پرورش و بهداشت؛
- مشارکت مخصوص در ساخت و بازسازی اماکن کشاورزی؛
- فعالیت سازنده در توسعه فرهنگ آموزش فیزیکی و ورزش.

نشان ترقی همچنین به خاطر فعالیت‌های خاصی اهدا شد. به عنوان مثال، از تاریخ ۴ ژوئیه ۲۰۱۱ این مدال توسط الهام علی‌اف، رئیس‌جمهوری آذربایجان به چند نفر در زمینه توسعه دیاسپورای آذربایجان اعطا شد.
نشان ترقی در سمت چپ قفسه سینه سنجاق زده می‌شود و در صورتی که فرد دریافت کننده مدال‌های دیگری را داشته باشد، نشان ترقی به دنبال نشان برای قهرمانی نصب می‌گردد.